# Завод фосфорних добрив у Порт-Кембла
Завод фосфорних добрив у Порт-Кембла – колишнє хімічне виробництво на сході Австралії. 
В 1920 році створили компанію Australian Fertilisers Ltd (AFL), засновниками якої виступили Electrolytic Refining and Smelting (ER&S, мала в Порт-Кембла мідеплавильний завод) та її материнська компанія Mt Morgan Mining. В 1928-му Mt Morgan Mining збанкрутувала і всі акції AFL продали консорціуму у складі Mount Lyell Mining and Railway Company (тасманійська гірничодобувна компанія), Nobel Australia (пізніше ICI Australia – дочірня компанія відомого британського хімічного концерну Imperial Chemical Industries, що був утворений в 1926-му унаслідок злиття кількох компаній, серед яких була і Nobel Explosives ) та Cuming Smith Company (відома як перший в історії Австралії виробник фосфорного добрива – суперфосфату, що мала заводи в Ярравіллі, а потім в Бассендіані). 
Завод AFL почав роботу в 1921-му та спеціалізувався на виробництві суперфосфату (його поява дозволила вивести з експлуатації належний Mt Morgan Mining менш потужний завод суперфосфату в Балмейні). Технологія виробництва передбачала обробку фосфоритів, що надходили з островів Науру та Оушен, сульфатною кислотою. Останню продукували на самому майданчику, при цьому сировиною для виробництва кислоти могли бути як сірка, так і пірити (останні, зокрема, видобувала згадана вище Mount Lyell Mining and Railway Company на своєму руднику Маунт-Лаєлл). Частину сульфатної кислоти постачали для використання у виробничих процесах ER&S, Mt Morgan Mining, а пізніше й для металургійного комбінату в Порт-Кембла, спорудженого компанією Australian Iron and Steel.
Велика депресія справила певний вплив на діяльність заводу, який в 1931-му навіть був змушений зупинитись, втім, того ж року вдалось відновити його діяльність. 
Первісно потужність заводу становила 15 тисяч тонн сульфатної кислоти (концентрацією 74%) та 30 тисяч тонн суперфосфату на рік. В 1929-му потужність збільшили на 50%, а в 1938 – 1937 роках вона зросла ще утричі (при цьому для розширення використали придбаний в 1937-му майданчик, на якому до 1926-го працював коксохімічний завод Mt Lyell Port Kembla).
На початку 1950-х почали черговий етап розширення, що мав збільшити річну потужність по суперфосфату ще на 80 – 90 тисяч тонн на рік. Одночасно узялись за проект нового виробництва сульфатної кислоти контактним методом, яке давало б продукт з концентрацією 98%. При цьому основною сировиною обрали пірити, оскільки на той час в світі відзначався дефіцит сірки. Цей проект посувався з затримками і лише в 1960-му почали виробляти кислоту контактним методом. Нова установка дозволяла використовувати відхідні гази агломераційної машини зазначеного вище мідеплавильного заводу ER&S. В подальшому також спробували живити кислотне виробництво газом з машин агломерації залізної руди металургійного комібнату, проте цей проект зазнав невдачі. На початку 1970-х ввели в дію другу установку з виробництва кислоти контактним методом.
В 1964-му асортимент заводу розширили за рахунок випуску фосфорної кислоти в обсягах 100 тонн на добу, а також гранульованих комплексних азотно-фосфорно-калійних добрив (NPK). Втім, вже за 5 років їх виробництво згорнули на користь заводу добрив у Ньюкаслі, що був придбаний AFL в 1969 році.
З підсиленням екологічних стандартів піритний метод виробництва сульфатної кислоти став нерентабельним через конкуренцію з сторони сірки, яку у зростаючих обсягах продукували під час очистки вуглеводнів, а також продукування кислоти унаслідок утилізації відхідних газів плавильних заводів. Як наслідок, в 1982-му виробництво суперфосфату в Порт-Кембла припинили. Що стосується кислотного виробництва, то найновішу з установок перепрофіліювали на регенерацію відпрацьованої сульфатної кислоти, яка надходить з нафтопереробних заводів.
Наразі майданчик належить компанії IXOM, створеній в 2015-му на основі хімічного дивізіону компанії Orica (останню в свою чергу створили в 1998-му на основі ICI Australia після рішення концерну ICI вийти з бізнесу в Австралії та Новій Зеландії).